# Roberto Feliberti Cintrón
Roberto Feliberti Cintrón (nacido el 7 de abril de 1963) es un militar, abogado y jurista puertorriqueño. Actualmente se desempeña como Juez Asociado del Tribunal Supremo de Puerto Rico.

## Experiencia profesional
Después de graduarse de la Universidad de Purdue, fue comisionado en la Marina de los Estados Unidos, donde permaneció durante cuatro años. Se desempeñó como asesor legal (“Legal Officer”) en la entonces Base Militar Naval Roosevelt Roads en Ceiba, Puerto Rico, de 1986 a 1989. Después de la escuela de derecho, Feliberti Cintrón continuó su carrera legal como oficial jurídico para el Tribunal de Distrito de los Estados Unidos para el Distrito de Puerto Rico. Más tarde, trabajó en un bufete de abogados en Puerto Rico, especializado en litigios comerciales, donde permaneció durante 16 años, convirtiéndose luego en socio.

### Tribunal de Apelaciones
El 1 de diciembre de 2009, Feliberti Cintrón asumió un cargo de juez en el Tribunal de Apelaciones de Puerto Rico después de ser nominado por el entonces gobernador Luis Fortuño.

## Tribunal Supremo
El entonces gobernador Luis Fortuño le nominó al cargo recién creado de Juez Asociado del Tribunal Supremo de Puerto Rico el 9 de mayo de 2011, al cual juró el 25 de mayo de 2011 junto al Juez Asociado Luis Estrella Martínez.